# Carbonia
Carbonia – miasto i gmina we Włoszech, w regionie Sardynia, w prowincji Sud Sardynia. Graniczy z Gonnesa, Iglesias, Narcao, Perdaxius, Portoscuso, San Giovanni Suergiu i Tratalias.
Według danych na rok 2019 gminę zamieszkiwało 26813 osób, 190 os./km².
Carbonia jest jedną z trzech miejscowości na Sardynii założoną w okresie rządów Benito Mussoliniego, jako ośrodek wydobywczo-przemysłowy.  Przez wiele lat działały tutaj kopalnie węgla, zlikwidowane definitywnie w latach 90. XX wieku.

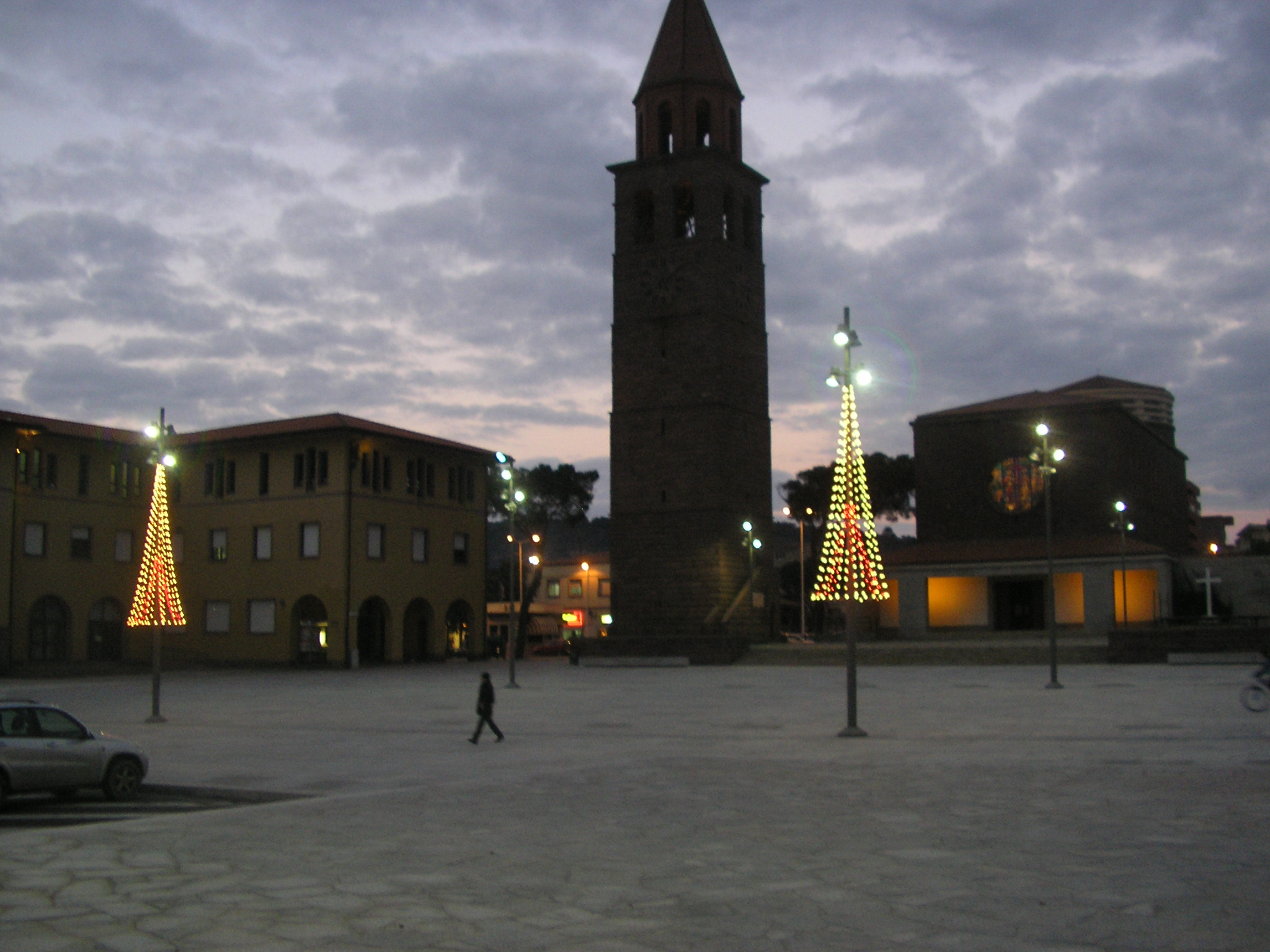
Piazza Roma
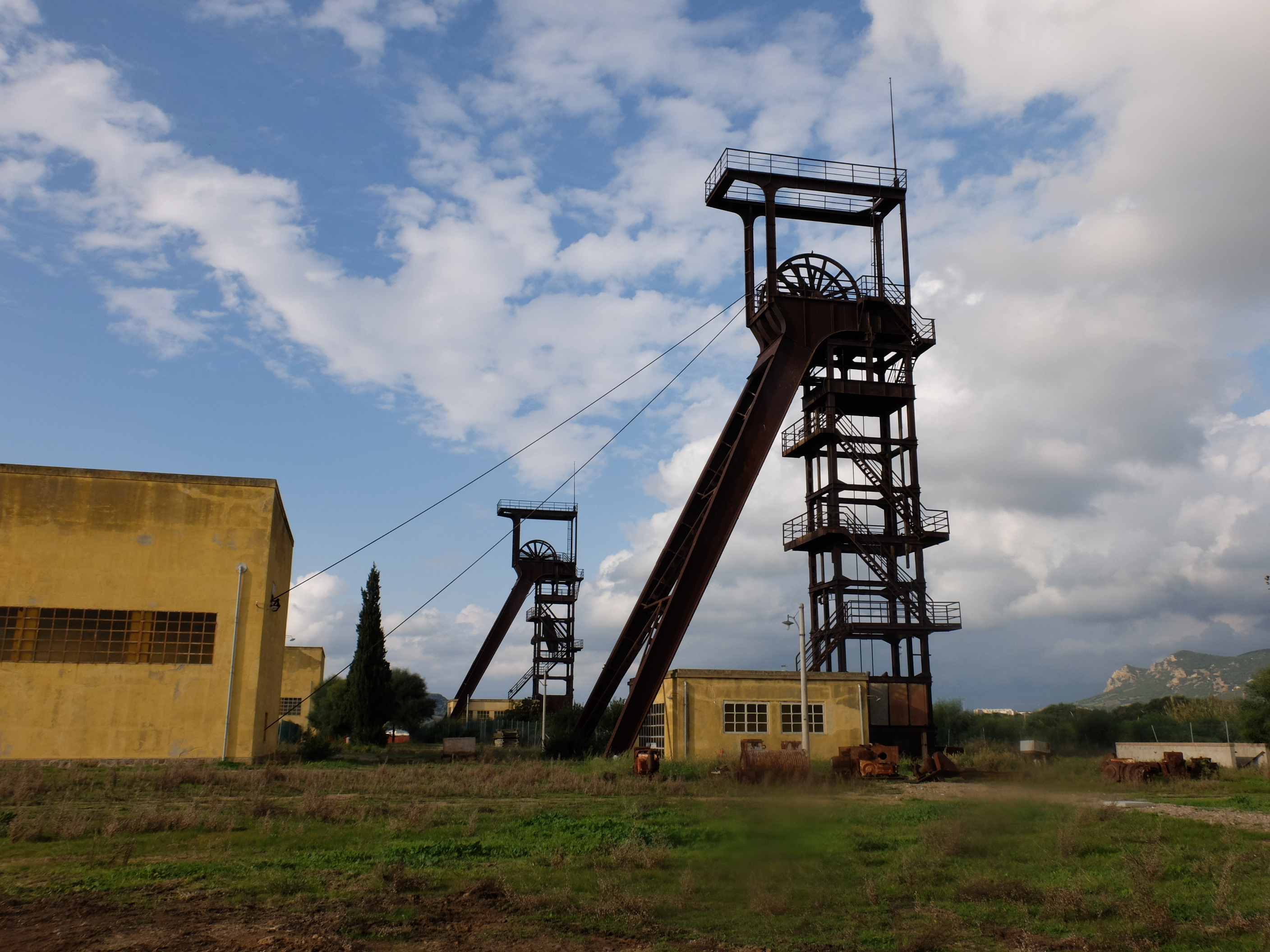
Miniera di Serbariu
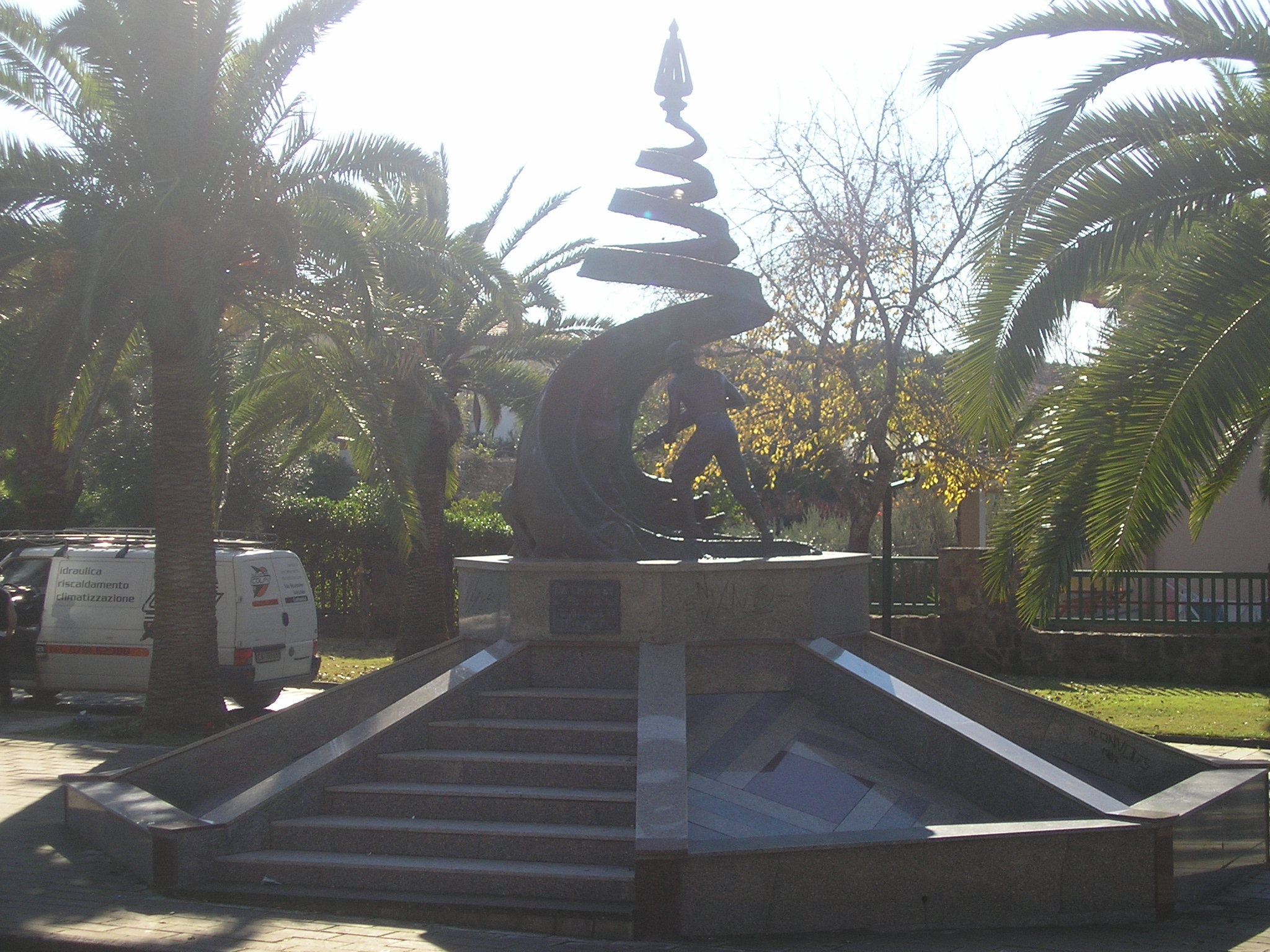
Górniczy Memorial
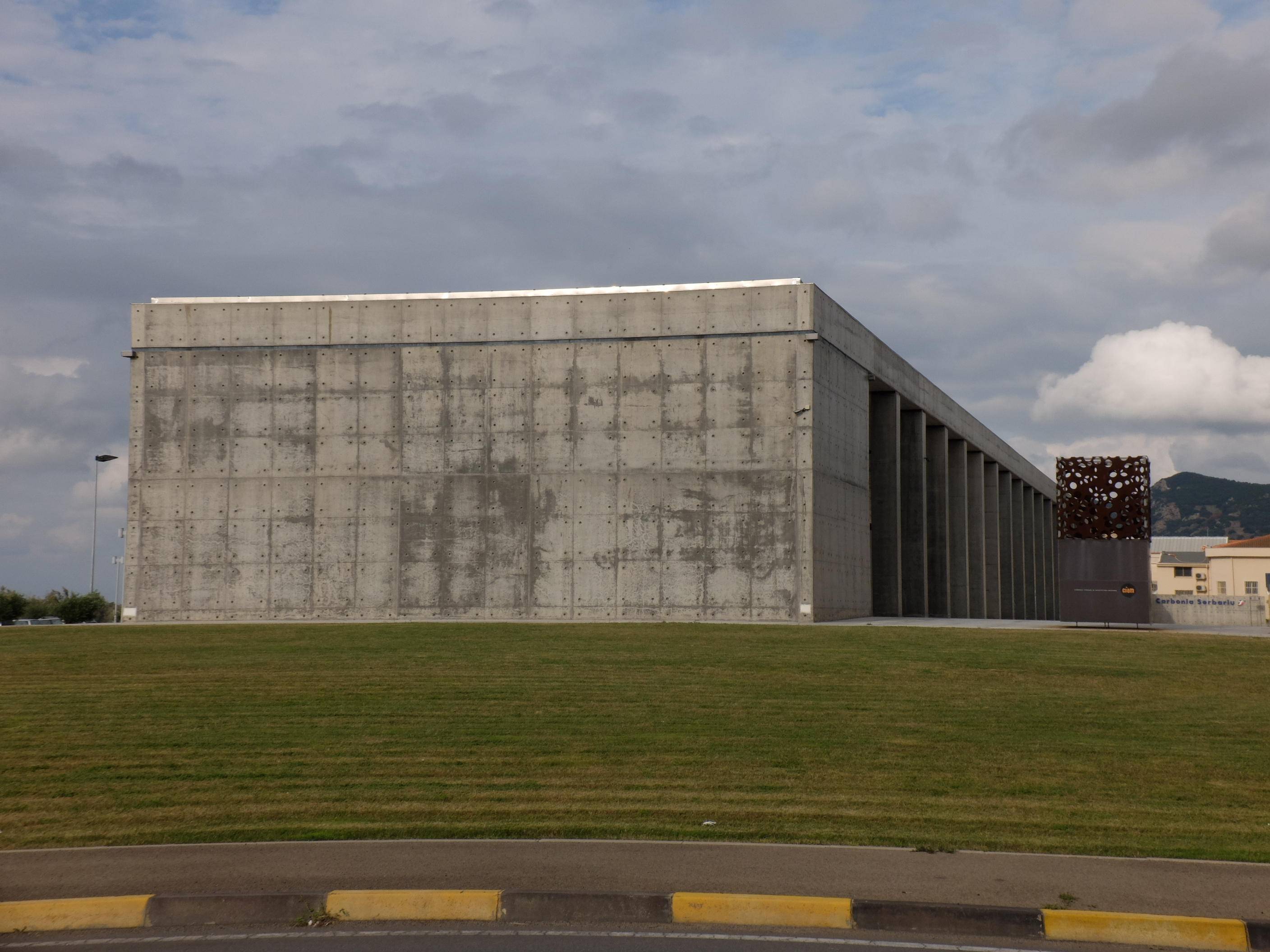
Dworzec kolejowy Serbariu